# Ufag C.I
Ufag C.I je bilo bojno letalo podjetja  Ufag oziroma Ungarische Flugzeugfabrik AG iz Madžarske za časa prve svetovne vojne.
Letalo je proizvod tovarniške razvojne skupine, ki jo je vodil slovenski inženir Stanko Bloudek.

### Konstrukcija
Konstrukcijsko je bil Ufag C I enomotorno dvokrilno letalo z dvema sedežema, za pilota spredaj za motorjem in za opazovalca oziroma izvidnika zadaj za njim. Zasnovano je bilo za ogledniške naloge nad bojiščem zato je imel opazovalec na voljo mitraljez nameščen na vrtljivem podstavku, s katerim je lahko streljal v obrambo pred napadom od zadaj. 
Letalo je poganjal 6-valjni zračno hlajeni vrstni motor z močjo 230 KM.

### Proizvodnja
Ufag C I so izdelovali v matični tovarni v Budimpešti in po licenci v podjetju Phönix, ki je tako kot Ungarische Flugzeugfabrik AG spadalo med tovarne, ki jih je imel v lasti finančnik in industriálec Camillo Castiglioni.
V Ufagu so jih začeli delati proti koncu leta 1917, naredili prve tri, nato pa v naslednjem letu še 123.

## Značilnosti
- Tehnični podatki
- Dolžina: 7,5 m
- Razpon kril: 10,5 m
- Višina: 2,9 m
- Prazna teža: 750 kg
- Polna teža: 1.15o kg
- Motor: 6-valjni Hiero (230 KM)

- Zmogljivosti
- Največja hitrost: 190 km/h
- Vrhunec: 4.900 m
- Trajanje leta: max. 3 h

- Oborožitev: 2-3 strojnice; 1-2 trdno nameščeni spredaj in ena premična zadaj